# آلاسکا تاندرفاک
آلاسکا تاندرفاک (به انگلیسی: Alaska Thunderfuck) (زاده ۶ مارس ۱۹۸۵) زن‌پوش، موسیقی‌دان آمریکایی است.